# Аравійсько-Африканська фосфоритоносна провінція
Аравійсько-Африканська фосфоритоносна провінція — одна з найбільших у світі провінцій фосфоритів.
Розташована на півн. Африки і Аравійському п-ові. Пл. 9 млн км².
Виділяються такі басейни: Марокканський, Алжиро-Туніський, Близькосхідний, Західно-Сахарський, Малі-Нігерський, Конголезький.
Найбільші родовища фосфоритів: Хурібга, Бен-Герир, Юсуфія, Бу-Краа, Джель-Онк, Абу-Тартур, Ель-Саха.